# 뉴로글로빈
뉴로글로빈(영어: neuroglobin, NGB 또는 Ngb)은 세포의 산소 항상성과 활성 산소/질소 제거에 관여하는 척추동물 글로빈 패밀리의 구성원이다. 뉴로글로빈은 중추신경계 및 말초신경계, 뇌척수액, 망막 및 내분비 조직에서 발현되는 세포 내 헴단백질이다. 뉴로글로빈은 헤모글로빈보다 더 높은 친화력으로 산소와 가역적으로 결합하는 단량체이다. 또한 뇌 조직의 산소 가용성을 높이고 저산소증 또는 허혈성 상태에서 보호 기능을 제공하여 잠재적으로 뇌 손상을 제한한다. 뉴로글로빈은 과거에는 척추동물의 뉴런에서만 발견되는 것으로 알려져 있었으나, 2013년에는 무장류와 해파리와 같은 방사대칭동물과 같은 관련이 없을 것 같은 선구동물의 뉴런에서도 발견되었다. 뉴런 외에도 뉴로글로빈은 설치류 뇌의 특정 병리학적 별아교세포 및 생리학적 기각류 뇌의 별아교세포에 존재한다. 이는 수렴 진화에 의한 것으로 생각된다. 이는 아주 오래된 진화적 기원을 가지며 무척추동물의 뉴로글로빈과 상동적이다. 최근의 연구에서는 사람의 뇌척수액(CSF)에 뉴로글로빈 단백질이 존재한다는 사실이 확인되었다.

## 역사
뉴로글로빈은 2000년에 토르스텐 버메스터(Thorsten Burmester) 등에 의해 처음으로 확인되었다.
사람의 뉴로글로빈의 3차원 구조는 2003년에 결정되었다. 다음 해에는 쥐의 뉴로글로빈이 더 높은 해상도로 결정되었다.

## 활용
뉴로글로빈과 돌연변이된 원위 히스티딘(H64Q)에 의한 CO 결합을 기반으로 한 일산화 탄소 중독에 대한 실질적인 치료가 가능한 것으로 보인다.

## 같이 보기
- 글로빈
- 사이토글로빈
- 헴단백질
- 헤모글로빈
- 레그헤모글로빈
- 미오글로빈
- 피토글로빈
- 뇌척수액